# Lepidiota carolinensis
Lepidiota carolinensis är en skalbaggsart som beskrevs av Gilbert John Arrow 1939. Lepidiota carolinensis ingår i släktet Lepidiota och familjen Melolonthidae. Inga underarter finns listade i Catalogue of Life.